# عبد الرضا (كوشك)
عبد الرضا (بالفارسية: عبدالرضا) هي منطقة سكنية تقع في إيران في قسم كوشك الريفي. يقدر عدد سكانها بـ 131 نسمة بحسب إحصاء 2016.